# Der heilige Georg besiegt den Drachen (Isle-Saint-Georges)

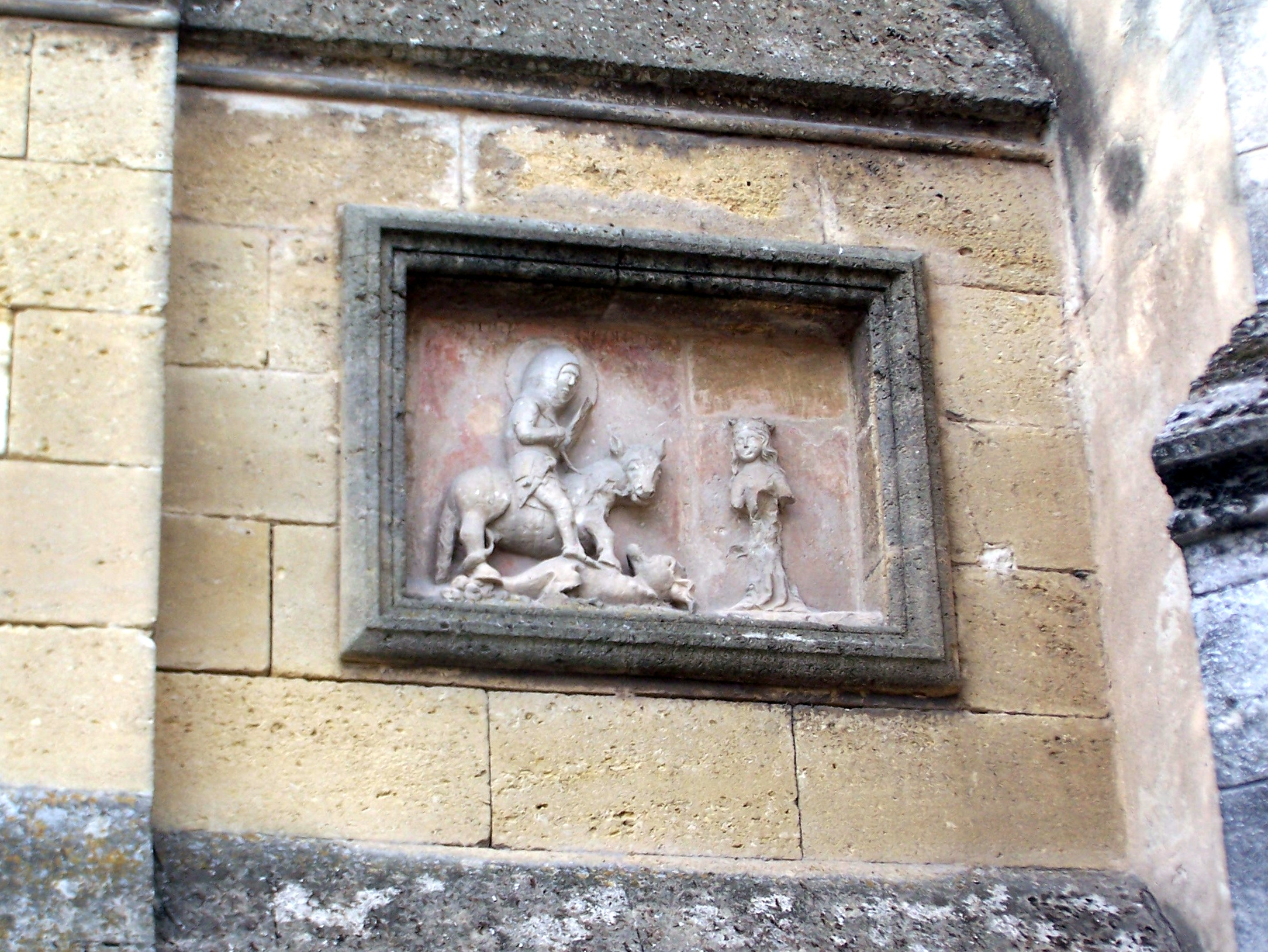
Der heilige Georg besiegt den Drachen in Isle-Saint-Georges

Das Bas-Relief Der heilige Georg besiegt den Drachen an der Kirche St-Georges in Isle-Saint-Georges, einer französischen Gemeinde im Département Gironde der Region Nouvelle-Aquitaine, wurde im 14. Jahrhundert geschaffen. Im Jahr 1986 wurde die gotische Skulptur als Monument historique in die Liste der denkmalgeschützten Objekte (Base Palissy) in Frankreich aufgenommen.
Das Bas-Relief an der Außenwand der Kirche stammt aus der Frühzeit der Kirche. Der heilige Georg zu Pferd und als Ritter bekleidet schaut auf den unter ihm liegenden Drachen, der keinen Widerstand mehr leistet. Rechts davon steht die Königstochter, die dem Drachen geopfert werden sollte. Die Szene versinnbildlicht den Sieg des Guten über das Böse.